# Élections municipales de 2026 dans l'Eure
Pour un article plus général, voir Élections municipales françaises de 2026.
Les élections municipales dans l'Eure sont prévues en mars 2026. Cette page ne traite que les communes de 3 000 habitants et plus dans l'Eure.

## Résultats à l'échelle du département

### Maires sortants et maires élus
| Commune                    | Population (en 2022) | Maire sortant(e)          | Parti | Parti | Maire élu(e) | Parti | Parti |
| -------------------------- | -------------------- | ------------------------- | ----- | ----- | ------------ | ----- | ----- |
| Les Andelys                | 7 822                | Frédéric Duché            |       | HOR   |              |       |       |
| Bernay                     | 9 801                | Marie-Lyne Vagner         |       | DVD   |              |       |       |
| Beuzeville                 | 4 697                | Joël Colson               |       | DVD   |              |       |       |
| Bosroumois                 | 3 855                | Philippe Vanheule         |       | LR    |              |       |       |
| Bourg-Achard               | 4 029                | Josette Simon             |       | SE    |              |       |       |
| Breteuil                   | 4 284                | Gérard Chéron             |       | DVD   |              |       |       |
| Brionne                    | 4 220                | Valéry Beuriot            |       | PCF   |              |       |       |
| La Chapelle-Longueville    | 3 283                | Karine Chérencey          |       | SE    |              |       |       |
| Conches-en-Ouche           | 4 860                | Jérôme Pasco              |       | SE    |              |       |       |
| Étrépagny                  | 3 677                | Frédéric Cailliet         |       | SE    |              |       |       |
| Évreux                     | 48 335               | Guy Lefrand               |       | DVD   |              |       |       |
| Ézy-sur-Eure               | 3 653                | Pierre Leportier          |       | DVD   |              |       |       |
| Gaillon                    | 6 785                | Odile Hantz               |       | SE    |              |       |       |
| Gasny                      | 3 080                | Pascal Jolly              |       | DVG   |              |       |       |
| Gisors                     | 12 395               | José Cerqueira            |       | DVD   |              |       |       |
| Grand Bourgtheroulde       | 4 006                | Christophe Deschamps      |       | SE    |              |       |       |
| Gravigny                   | 4 016                | Didier Cretot             |       | PCF   |              |       |       |
| Guichainville              | 3 077                | Hélène Le Goff            |       | SE    |              |       |       |
| Louviers                   | 18 347               | François-Xavier Priollaud |       | MoDem |              |       |       |
| Mesnil-en-Ouche            | 4 441                | Jean-Louis Madelon        |       | UDI   |              |       |       |
| Mesnils-sur-Iton           | 6 142                | Colette Bonnard           |       | DVD   |              |       |       |
| Le Neubourg                | 4 251                | Isabelle Vauquelin        |       | SE    |              |       |       |
| Pacy-sur-Eure              | 4 975                | Yves Leloutre             |       | DVD   |              |       |       |
| Pont-Audemer               | 9 950                | Alexis Darmois            |       | HOR   |              |       |       |
| Pont-de-l'Arche            | 4 130                | Richard Jacquet           |       | PS    |              |       |       |
| Romilly-sur-Andelle        | 3 227                | Jean-Luc Romet            |       | DVG   |              |       |       |
| Saint-André-de-l'Eure      | 3 903                | Franck Bernard            |       | SE    |              |       |       |
| Saint-Marcel               | 4 474                | Hervé Podraza             |       | SE    |              |       |       |
| Saint-Sébastien-de-Morsent | 5 508                | Florence Haguet-Volckaert |       | DVD   |              |       |       |
| Le Thuit de l'Oison        | 3 801                | Gilbert Doubet            |       | SE    |              |       |       |
| Le Val d'Hazey             | 5 156                | Philippe Collas           |       | DVD   |              |       |       |
| Val-de-Reuil               | 12 939               | Marc-Antoine Jamet        |       | PS    |              |       |       |
| Le Vaudreuil               | 3 622                | Bernard Leroy             |       | UDI   |              |       |       |
| Verneuil d'Avre et d'Iton  | 7 262                | Yves-Marie Rivemale       |       | RE    |              |       |       |
| Vernon                     | 24 841               | François Ouzilleau        |       | DVD   |              |       |       |
| Vexin-sur-Epte             | 6 026                | Thomas Durand             |       | DVD   |              |       |       |

### Résultats en nombre de maires
| Partis       | Partis                               | Maires sortants | Maires élus | Évolution |
| ------------ | ------------------------------------ | --------------- | ----------- | --------- |
|              | Divers droite                        | 12              |             |           |
|              | Les Républicains                     | 1               |             |           |
| Total droite | Total droite                         | 13              |             |           |
|              | Horizons                             | 2               |             |           |
|              | Union des démocrates et indépendants | 2               |             |           |
|              | Mouvement démocrate                  | 1               |             |           |
|              | Renaissance                          | 1               |             |           |
| Total centre | Total centre                         | 6               |             |           |
|              | Divers gauche                        | 2               |             |           |
|              | Parti communiste français            | 2               |             |           |
|              | Parti socialiste                     | 2               |             |           |
| Total gauche | Total gauche                         | 6               |             |           |
|              | Sans étiquette                       | 11              |             |           |
| Total        | Total                                | 36              | 36          | -         |

## Résultats dans les communes de plus de 3 000 habitants

### Les Andelys
- Maire sortant : Frédéric Duché (HOR)
- 29 sièges à pourvoir au conseil municipal (population légale 2022 : 7 822 habitants)
- 7 sièges à pourvoir au conseil communautaire (CA Seine Normandie Agglomération)

| Tête de liste | Tête de liste | Parti(s) | Nuance | Premier tour | Premier tour | Second tour | Second tour | Sièges | Sièges |
| Tête de liste | Tête de liste | Parti(s) | Nuance | Voix         | %            | Voix        | %           | CM     | CC     |
| ------------- | ------------- | -------- | ------ | ------------ | ------------ | ----------- | ----------- | ------ | ------ |

### Bernay
- Maire sortante : Marie-Lyne Vagner (DVD)
- 29 sièges à pourvoir au conseil municipal (population légale 2022 : 9 801 habitants)
- 15 sièges à pourvoir au conseil communautaire (Intercom Bernay Terres de Normandie)

| Tête de liste | Tête de liste | Parti(s) | Nuance | Premier tour | Premier tour | Second tour | Second tour | Sièges | Sièges |
| Tête de liste | Tête de liste | Parti(s) | Nuance | Voix         | %            | Voix        | %           | CM     | CC     |
| ------------- | ------------- | -------- | ------ | ------------ | ------------ | ----------- | ----------- | ------ | ------ |

### Beuzeville
- Maire sortant : Joël Colson (DVD)
- 27 sièges à pourvoir au conseil municipal (population légale 2022 : 4 697 habitants)
- 7 sièges à pourvoir au conseil communautaire (CC du Pays de Honfleur-Beuzeville)

| Tête de liste | Tête de liste | Parti(s) | Nuance | Premier tour | Premier tour | Second tour | Second tour | Sièges | Sièges |
| Tête de liste | Tête de liste | Parti(s) | Nuance | Voix         | %            | Voix        | %           | CM     | CC     |
| ------------- | ------------- | -------- | ------ | ------------ | ------------ | ----------- | ----------- | ------ | ------ |

### Bosroumois
- Maire sortant : Philippe Vanheule (LR)
- 29 sièges à pourvoir au conseil municipal (population légale 2022 : 3 855 habitants)
- 4 sièges à pourvoir au conseil communautaire (CC Roumis Seine)

| Tête de liste | Tête de liste | Parti(s) | Nuance | Premier tour | Premier tour | Second tour | Second tour | Sièges | Sièges |
| Tête de liste | Tête de liste | Parti(s) | Nuance | Voix         | %            | Voix        | %           | CM     | CC     |
| ------------- | ------------- | -------- | ------ | ------------ | ------------ | ----------- | ----------- | ------ | ------ |

### Bourg-Achard
- Maire sortante : Josette Simon (SE)
- 27 sièges à pourvoir au conseil municipal (population légale 2022 : 4 029 habitants)
- 5 sièges à pourvoir au conseil communautaire (CC Roumois Seine)

| Tête de liste | Tête de liste | Parti(s) | Nuance | Premier tour | Premier tour | Second tour | Second tour | Sièges | Sièges |
| Tête de liste | Tête de liste | Parti(s) | Nuance | Voix         | %            | Voix        | %           | CM     | CC     |
| ------------- | ------------- | -------- | ------ | ------------ | ------------ | ----------- | ----------- | ------ | ------ |

### Breteuil
- Maire sortant : Gérard Chéron (DVD)
- 27 sièges à pourvoir au conseil municipal (population légale 2022 : 4 284 habitants)
- 6 sièges à pourvoir au conseil communautaire (CC Interco Normandie Sud Eure)

| Tête de liste | Tête de liste | Parti(s) | Nuance | Premier tour | Premier tour | Second tour | Second tour | Sièges | Sièges |
| Tête de liste | Tête de liste | Parti(s) | Nuance | Voix         | %            | Voix        | %           | CM     | CC     |
| ------------- | ------------- | -------- | ------ | ------------ | ------------ | ----------- | ----------- | ------ | ------ |

### Brionne
- Maire sortant : Valéry Beuriot (PCF)
- 27 sièges à pourvoir au conseil municipal (population légale 2022 : 4 220 habitants)
- 6 sièges à pourvoir au conseil communautaire (Intercom Bernay Terres de Normandie)

| Tête de liste | Tête de liste | Parti(s) | Nuance | Premier tour | Premier tour | Second tour | Second tour | Sièges | Sièges |
| Tête de liste | Tête de liste | Parti(s) | Nuance | Voix         | %            | Voix        | %           | CM     | CC     |
| ------------- | ------------- | -------- | ------ | ------------ | ------------ | ----------- | ----------- | ------ | ------ |

### La Chapelle-Longueville
- Maire sortante : Karine Chérencey (SE)
- 27 sièges à pourvoir au conseil municipal (population légale 2022 : 3 283 habitants)
- 3 sièges à pourvoir au conseil communautaire (CA Seine Normandie Agglomération)

| Tête de liste | Tête de liste | Parti(s) | Nuance | Premier tour | Premier tour | Second tour | Second tour | Sièges | Sièges |
| Tête de liste | Tête de liste | Parti(s) | Nuance | Voix         | %            | Voix        | %           | CM     | CC     |
| ------------- | ------------- | -------- | ------ | ------------ | ------------ | ----------- | ----------- | ------ | ------ |

### Conches-en-Ouche
- Maire sortant : Jérôme Pasco (SE)
- 27 sièges à pourvoir au conseil municipal (population légale 2022 : 4 860 habitants)
- 12 sièges à pourvoir au conseil communautaire (CC du Pays de Conches)

| Tête de liste | Tête de liste | Parti(s) | Nuance | Premier tour | Premier tour | Second tour | Second tour | Sièges | Sièges |
| Tête de liste | Tête de liste | Parti(s) | Nuance | Voix         | %            | Voix        | %           | CM     | CC     |
| ------------- | ------------- | -------- | ------ | ------------ | ------------ | ----------- | ----------- | ------ | ------ |

### Étrépagny
- Maire sortant : Frédéric Cailliet (SE)
- 27 sièges à pourvoir au conseil municipal (population légale 2022 : 3 677 habitants)
- 7 sièges à pourvoir au conseil communautaire (CC du Vexin Normand)

| Tête de liste | Tête de liste | Parti(s) | Nuance | Premier tour | Premier tour | Second tour | Second tour | Sièges | Sièges |
| Tête de liste | Tête de liste | Parti(s) | Nuance | Voix         | %            | Voix        | %           | CM     | CC     |
| ------------- | ------------- | -------- | ------ | ------------ | ------------ | ----------- | ----------- | ------ | ------ |

### Évreux
- Maire sortant : Guy Lefrand (DVD)
- 43 sièges à pourvoir au conseil municipal (population légale 2022 : 48 335 habitants)
- 42 sièges à pourvoir au conseil communautaire (Évreux Portes de Normandie)

| Tête de liste            | Tête de liste     | Parti(s) | Nuance | Premier tour | Premier tour | Second tour | Second tour | Sièges | Sièges |
| Tête de liste            | Tête de liste     | Parti(s) | Nuance | Voix         | %            | Voix        | %           | CM     | CC     |
| ------------------------ | ----------------- | -------- | ------ | ------------ | ------------ | ----------- | ----------- | ------ | ------ |
|                          | Eugénie Petitjean | RN-UDR   |        |              |              |             |             |        |        |
|                          |                   |          |        |              |              |             |             |        |        |
| Exprimés                 |                   |          |        |              |              |             |             |        |        |
| Votes blancs             |                   |          |        |              |              |             |             |        |        |
| Votes nuls               |                   |          |        |              |              |             |             |        |        |
| Total                    | Total             | Total    | Total  |              | 100          |             | 100         | 43     | 42     |
| Absentions               |                   |          |        |              |              |             |             |        |        |
| Inscrits / participation |                   |          |        |              |              |             |             |        |        |

### Ézy-sur-Eure
- Maire sortant : Pierre Leportier (DVD)
- 27 sièges à pourvoir au conseil municipal (population légale 2022 : 3 653 habitants)
- 3 sièges à pourvoir au conseil communautaire (CA du Pays de Dreux)

| Tête de liste | Tête de liste | Parti(s) | Nuance | Premier tour | Premier tour | Second tour | Second tour | Sièges | Sièges |
| Tête de liste | Tête de liste | Parti(s) | Nuance | Voix         | %            | Voix        | %           | CM     | CC     |
| ------------- | ------------- | -------- | ------ | ------------ | ------------ | ----------- | ----------- | ------ | ------ |

### Gaillon
- Maire sortante : Odile Hantz (SE)
- 29 sièges à pourvoir au conseil municipal (population légale 2022 : 6 785 habitants)
- 5 sièges à pourvoir au conseil communautaire (CA Seine-Eure)

| Tête de liste | Tête de liste | Parti(s) | Nuance | Premier tour | Premier tour | Second tour | Second tour | Sièges | Sièges |
| Tête de liste | Tête de liste | Parti(s) | Nuance | Voix         | %            | Voix        | %           | CM     | CC     |
| ------------- | ------------- | -------- | ------ | ------------ | ------------ | ----------- | ----------- | ------ | ------ |

### Gasny
- Maire sortant : Pascal Jolly (DVG)
- 23 sièges à pourvoir au conseil municipal (population légale 2022 : 3 080 habitants)
- 2 sièges à pourvoir au conseil communautaire (CA Seine Normandie Agglomération)

| Tête de liste | Tête de liste | Parti(s) | Nuance | Premier tour | Premier tour | Second tour | Second tour | Sièges | Sièges |
| Tête de liste | Tête de liste | Parti(s) | Nuance | Voix         | %            | Voix        | %           | CM     | CC     |
| ------------- | ------------- | -------- | ------ | ------------ | ------------ | ----------- | ----------- | ------ | ------ |

### Gisors
- Maire sortant : José Cerqueira (DVD)
- 33 sièges à pourvoir au conseil municipal (population légale 2022 : 12 395 habitants)
- 23 sièges à pourvoir au conseil communautaire (CC du Vexin Normand)

| Tête de liste            | Tête de liste | Parti(s) | Nuance | Premier tour | Premier tour | Second tour | Second tour | Sièges | Sièges |
| Tête de liste            | Tête de liste | Parti(s) | Nuance | Voix         | %            | Voix        | %           | CM     | CC     |
| ------------------------ | ------------- | -------- | ------ | ------------ | ------------ | ----------- | ----------- | ------ | ------ |
|                          | Hubert Martin | RN-UDR   |        |              |              |             |             |        |        |
|                          |               |          |        |              |              |             |             |        |        |
| Exprimés                 |               |          |        |              |              |             |             |        |        |
| Votes blancs             |               |          |        |              |              |             |             |        |        |
| Votes nuls               |               |          |        |              |              |             |             |        |        |
| Total                    | Total         | Total    | Total  |              | 100          |             | 100         | 33     | 23     |
| Absentions               |               |          |        |              |              |             |             |        |        |
| Inscrits / participation |               |          |        |              |              |             |             |        |        |

### Grand Bourgtheroulde
- Maire sortant : Christophe Deschamps (SE)
- 27 sièges à pourvoir au conseil municipal (population légale 2022 : 4 006 habitants)
- 5 sièges à pourvoir au conseil communautaire (CC Roumois Seine)

| Tête de liste | Tête de liste | Parti(s) | Nuance | Premier tour | Premier tour | Second tour | Second tour | Sièges | Sièges |
| Tête de liste | Tête de liste | Parti(s) | Nuance | Voix         | %            | Voix        | %           | CM     | CC     |
| ------------- | ------------- | -------- | ------ | ------------ | ------------ | ----------- | ----------- | ------ | ------ |

### Gravigny
- Maire sortant : Didier Cretot (PCF)
- 27 sièges à pourvoir au conseil municipal (population légale 2022 : 4 016 habitants)
- 3 sièges à pourvoir au conseil communautaire (Évreux Portes de Normandie)

| Tête de liste | Tête de liste | Parti(s) | Nuance | Premier tour | Premier tour | Second tour | Second tour | Sièges | Sièges |
| Tête de liste | Tête de liste | Parti(s) | Nuance | Voix         | %            | Voix        | %           | CM     | CC     |
| ------------- | ------------- | -------- | ------ | ------------ | ------------ | ----------- | ----------- | ------ | ------ |

### Guichainville
- Maire sortante : Hélène Le Goff (SE)
- 27 sièges à pourvoir au conseil municipal (population légale 2022 : 3 077 habitants)
- 2 sièges à pourvoir au conseil communautaire (Évreux Portes de Normandie)

| Tête de liste | Tête de liste | Parti(s) | Nuance | Premier tour | Premier tour | Second tour | Second tour | Sièges | Sièges |
| Tête de liste | Tête de liste | Parti(s) | Nuance | Voix         | %            | Voix        | %           | CM     | CC     |
| ------------- | ------------- | -------- | ------ | ------------ | ------------ | ----------- | ----------- | ------ | ------ |

### Louviers
- Maire sortant : François-Xavier Priollaud (MoDem)
- 33 sièges à pourvoir au conseil municipal (population légale 2022 : 18 347 habitants)
- 15 sièges à pourvoir au conseil communautaire (CA Seine-Eure)

| Tête de liste | Tête de liste | Parti(s) | Nuance | Premier tour | Premier tour | Second tour | Second tour | Sièges | Sièges |
| Tête de liste | Tête de liste | Parti(s) | Nuance | Voix         | %            | Voix        | %           | CM     | CC     |
| ------------- | ------------- | -------- | ------ | ------------ | ------------ | ----------- | ----------- | ------ | ------ |

### Mesnil-en-Ouche
- Maire sortant : Jean-Louis Madelon (UDI)
- 63 sièges à pourvoir au conseil municipal (population légale 2022 : 4 441 habitants)
- 7 sièges à pourvoir au conseil communautaire (Intercom Bernay Terres de Normandie)

| Tête de liste | Tête de liste | Parti(s) | Nuance | Premier tour | Premier tour | Second tour | Second tour | Sièges | Sièges |
| Tête de liste | Tête de liste | Parti(s) | Nuance | Voix         | %            | Voix        | %           | CM     | CC     |
| ------------- | ------------- | -------- | ------ | ------------ | ------------ | ----------- | ----------- | ------ | ------ |

### Mesnils-sur-Iton
- Maire sortante : Colette Bonnard (DVD)
- 41 sièges à pourvoir au conseil municipal (population légale 2022 : 6 142 habitants)
- 8 sièges à pourvoir au conseil communautaire (CC Intreco Normandie Sud Eure)

| Tête de liste | Tête de liste | Parti(s) | Nuance | Premier tour | Premier tour | Second tour | Second tour | Sièges | Sièges |
| Tête de liste | Tête de liste | Parti(s) | Nuance | Voix         | %            | Voix        | %           | CM     | CC     |
| ------------- | ------------- | -------- | ------ | ------------ | ------------ | ----------- | ----------- | ------ | ------ |

### Le Neubourg
- Maire sortante : Isabelle Vauquelin (SE)
- 27 sièges à pourvoir au conseil municipal (population légale 2022 : 4 251 habitants)
- 11 sièges à pourvoir au conseil communautaire (CC du Pays du Neubourg)

| Tête de liste | Tête de liste | Parti(s) | Nuance | Premier tour | Premier tour | Second tour | Second tour | Sièges | Sièges |
| Tête de liste | Tête de liste | Parti(s) | Nuance | Voix         | %            | Voix        | %           | CM     | CC     |
| ------------- | ------------- | -------- | ------ | ------------ | ------------ | ----------- | ----------- | ------ | ------ |

### Pacy-sur-Eure
- Maire sortant : Yves Leloutre (DVD)
- 27 sièges à pourvoir au conseil municipal (population légale 2022 : 4 975 habitants)
- 4 sièges à pourvoir au conseil communautaire (CA Seine Normandie Agglomération)

| Tête de liste | Tête de liste | Parti(s) | Nuance | Premier tour | Premier tour | Second tour | Second tour | Sièges | Sièges |
| Tête de liste | Tête de liste | Parti(s) | Nuance | Voix         | %            | Voix        | %           | CM     | CC     |
| ------------- | ------------- | -------- | ------ | ------------ | ------------ | ----------- | ----------- | ------ | ------ |

### Pont-Audemer
- Maire sortant : Alexis Darmois (HOR)
- 35 sièges à pourvoir au conseil municipal (population légale 2022 : 9 950 habitants)
- 19 sièges à pourvoir au conseil communautaire (CC de Pont-Audemer / Val de Risle)

| Tête de liste | Tête de liste | Parti(s) | Nuance | Premier tour | Premier tour | Second tour | Second tour | Sièges | Sièges |
| Tête de liste | Tête de liste | Parti(s) | Nuance | Voix         | %            | Voix        | %           | CM     | CC     |
| ------------- | ------------- | -------- | ------ | ------------ | ------------ | ----------- | ----------- | ------ | ------ |

### Pont-de-l'Arche
- Maire sortant : Richard Jacquet (PS)
- 27 sièges à pourvoir au conseil municipal (population légale 2022 : 4 130 habitants)
- 3 sièges à pourvoir au conseil communautaire (CA Seine-Eure)

| Tête de liste | Tête de liste | Parti(s) | Nuance | Premier tour | Premier tour | Second tour | Second tour | Sièges | Sièges |
| Tête de liste | Tête de liste | Parti(s) | Nuance | Voix         | %            | Voix        | %           | CM     | CC     |
| ------------- | ------------- | -------- | ------ | ------------ | ------------ | ----------- | ----------- | ------ | ------ |

### Romilly-sur-Andelle
- Maire sortant : Jean-Luc Romet (DVG)
- 29 sièges à pourvoir au conseil municipal (population légale 2022 : 3 227 habitants)
- 7 sièges à pourvoir au conseil communautaire (CC Lyons Andelle)

| Tête de liste | Tête de liste | Parti(s) | Nuance | Premier tour | Premier tour | Second tour | Second tour | Sièges | Sièges |
| Tête de liste | Tête de liste | Parti(s) | Nuance | Voix         | %            | Voix        | %           | CM     | CC     |
| ------------- | ------------- | -------- | ------ | ------------ | ------------ | ----------- | ----------- | ------ | ------ |

### Saint-André-de-l'Eure
- Maire sortant : Franck Bernard (SE)
- 27 sièges à pourvoir au conseil municipal (population légale 2022 : 3 903 habitants)
- 3 sièges à pourvoir au conseil communautaire (Évreux Portes de Normandie)

| Tête de liste | Tête de liste | Parti(s) | Nuance | Premier tour | Premier tour | Second tour | Second tour | Sièges | Sièges |
| Tête de liste | Tête de liste | Parti(s) | Nuance | Voix         | %            | Voix        | %           | CM     | CC     |
| ------------- | ------------- | -------- | ------ | ------------ | ------------ | ----------- | ----------- | ------ | ------ |

### Saint-Marcel
- Maire sortant : Hervé Podraza (SE)
- 27 sièges à pourvoir au conseil municipal (population légale 2022 : 4 474 habitants)
- 4 sièges à pourvoir au conseil communautaire (CA Seine Normandie Agglomération)

| Tête de liste | Tête de liste | Parti(s) | Nuance | Premier tour | Premier tour | Second tour | Second tour | Sièges | Sièges |
| Tête de liste | Tête de liste | Parti(s) | Nuance | Voix         | %            | Voix        | %           | CM     | CC     |
| ------------- | ------------- | -------- | ------ | ------------ | ------------ | ----------- | ----------- | ------ | ------ |

### Saint-Sébastien-de-Morsent
- Maire sortante : Florence Haguet-Volckaert (DVD)
- 29 sièges à pourvoir au conseil municipal (population légale 2022 : 5 508 habitants)
- 4 sièges à pourvoir au conseil communautaire (Évreux Portes de Normandie)

| Tête de liste | Tête de liste | Parti(s) | Nuance | Premier tour | Premier tour | Second tour | Second tour | Sièges | Sièges |
| Tête de liste | Tête de liste | Parti(s) | Nuance | Voix         | %            | Voix        | %           | CM     | CC     |
| ------------- | ------------- | -------- | ------ | ------------ | ------------ | ----------- | ----------- | ------ | ------ |

### Le Thuit de l'Oison
- Maire sortant : Gilbert Doubet (SE)
- 29 sièges à pourvoir au conseil municipal (population légale 2022 : 3 801 habitants)
- 5 sièges à pourvoir au conseil communautaire (CC Roumois Seine)

| Tête de liste | Tête de liste | Parti(s) | Nuance | Premier tour | Premier tour | Second tour | Second tour | Sièges | Sièges |
| Tête de liste | Tête de liste | Parti(s) | Nuance | Voix         | %            | Voix        | %           | CM     | CC     |
| ------------- | ------------- | -------- | ------ | ------------ | ------------ | ----------- | ----------- | ------ | ------ |

### Le Val d'Hazey
- Maire sortant : Philippe Collas (DVD)
- 33 sièges à pourvoir au conseil municipal (population légale 2022 : 5 156 habitants)
- 4 sièges à pourvoir au conseil communautaire (CA Seine-Eure)

| Tête de liste | Tête de liste | Parti(s) | Nuance | Premier tour | Premier tour | Second tour | Second tour | Sièges | Sièges |
| Tête de liste | Tête de liste | Parti(s) | Nuance | Voix         | %            | Voix        | %           | CM     | CC     |
| ------------- | ------------- | -------- | ------ | ------------ | ------------ | ----------- | ----------- | ------ | ------ |

### Val-de-Reuil
- Maire sortant : Marc-Antoine Jamet (PS)
- 33 sièges à pourvoir au conseil municipal (population légale 2022 : 12 939 habitants)
- 10 sièges à pourvoir au conseil communautaire (CA Seine-Eure)

| Tête de liste | Tête de liste | Parti(s) | Nuance | Premier tour | Premier tour | Second tour | Second tour | Sièges | Sièges |
| Tête de liste | Tête de liste | Parti(s) | Nuance | Voix         | %            | Voix        | %           | CM     | CC     |
| ------------- | ------------- | -------- | ------ | ------------ | ------------ | ----------- | ----------- | ------ | ------ |

### Le Vaudreuil
- Maire sortant : Bernard Leroy (UDI)
- 27 sièges à pourvoir au conseil municipal (population légale 2022 : 3 622 habitants)
- 3 sièges à pourvoir au conseil communautaire (CA Seine-Eure)

| Tête de liste | Tête de liste | Parti(s) | Nuance | Premier tour | Premier tour | Second tour | Second tour | Sièges | Sièges |
| Tête de liste | Tête de liste | Parti(s) | Nuance | Voix         | %            | Voix        | %           | CM     | CC     |
| ------------- | ------------- | -------- | ------ | ------------ | ------------ | ----------- | ----------- | ------ | ------ |

### Verneuil d'Avre et d'Iton
- Maire sortant : Yves-Marie Rivemale (RE)
- 33 sièges à pourvoir au conseil municipal (population légale 2022 : 7 262 habitants)
- 11 sièges à pourvoir au conseil communautaire (CC Interco Normandie Sud Eure)

| Tête de liste | Tête de liste | Parti(s) | Nuance | Premier tour | Premier tour | Second tour | Second tour | Sièges | Sièges |
| Tête de liste | Tête de liste | Parti(s) | Nuance | Voix         | %            | Voix        | %           | CM     | CC     |
| ------------- | ------------- | -------- | ------ | ------------ | ------------ | ----------- | ----------- | ------ | ------ |

### Vernon
- Maire sortant : François Ouzilleau (DVD)
- 35 sièges à pourvoir au conseil municipal (population légale 2022 : 24 841 habitants)
- 22 sièges à pourvoir au conseil communautaire (CA Seine Normandie Agglomération)

| Tête de liste | Tête de liste | Parti(s) | Nuance | Premier tour | Premier tour | Second tour | Second tour | Sièges | Sièges |
| Tête de liste | Tête de liste | Parti(s) | Nuance | Voix         | %            | Voix        | %           | CM     | CC     |
| ------------- | ------------- | -------- | ------ | ------------ | ------------ | ----------- | ----------- | ------ | ------ |

### Vexin-sur-Epte
- Maire sortant : Thomas Durand (DVD)
- 57 sièges à pourvoir au conseil municipal (population légale 2022 : 6 026 habitants)
- 5 sièges à pourvoir au conseil communautaire (CA Seine Normandie Agglomération)

| Tête de liste | Tête de liste | Parti(s) | Nuance | Premier tour | Premier tour | Second tour | Second tour | Sièges | Sièges |
| Tête de liste | Tête de liste | Parti(s) | Nuance | Voix         | %            | Voix        | %           | CM     | CC     |
| ------------- | ------------- | -------- | ------ | ------------ | ------------ | ----------- | ----------- | ------ | ------ |